# Скорцано (Анкона)
Скорцано (итал. Scorzano) насеље је у Италији у округу Анкона, региону Марке.
Према процени из 2011. у насељу је живело 40 становника. Насеље се налази на надморској висини од 397 м.